# أبو سعيد أبو الخير
أبو سعيد بن أبي الخير فضل الله بن أحمد بم محمد بن إبراهيم المِيْهَني من أشهر علماء النيسابوریین العارف المتصوف. يعتبر أول من وضع أسس التصوف وأنشأ فكرة المدارس والخانقاهات (جمع خانقاه وهي مكان ينقطع فيه المتصوفة وأهل الخير إلى العبادة) والرتب الصوفية.
ثم جاء ابنه أبو سعيد الفضل بن أبي الخير الميهني المتصوف (ت 440هـ) والملقب بشيخ الوقت صاحب الكرامات الباهرات أقام في نيسابور وتوفي كوالده في ميهنة. وكان مقدم شيوخ الصوفية في عصره، صحيح الاعتقاد حسن الطريقة، أحواله تبهر العقول اهتدى به فرق من الناس وجالس أبا عبد الرحمن السلمي. تكلم في صحة اعتقاده بغير حق كل من ابن حزم وتبعه الذهبي ومدحه ابن السمعاني وقصاب الآملي والجويني والسرخسي وغيرهم كثير. وبينه وبين ابن سينا صداقة ومراسلات معروفة. وقد ذكر ابن العديم في تاريخه عن الساوي بأن الفضل الميهني كان قد أخبر بأنه رأى رسول الله -صلى الله عليه وسلم- في المنام وقال له: يا أبا سعيد بك يختم التصوف كما ختمت بي النبوة.

## روابط خارجية
- أبو سعيد أبو الخير على موقع الموسوعة البريطانية (الإنجليزية)
- أبو سعيد أبو الخير على موقع ميوزك برينز (الإنجليزية)